# 城島充
城島 充（じょうじま みつる、1966年 - ）は、日本のノンフィクション作家、スポーツジャーナリスト、びわこ成蹊スポーツ大学教授。

## 経歴
滋賀県出身。
本名は、小島康弘。高島市勝野で育ち、高島中学、高島高校を経て、関西大学バスケットボール部で活躍、奔放な性格だったのか、授業中も教室から消えてバスケットの部室で時間をつぶしていた。そのせいか、2科目で卒業追試を受けるという同校ではかつてなかった経験をしている。
関西大学文学部フランス文学科に進み、3年次には休学してアメリカへ。オレゴン州ユージーンにあるオレゴン大学でロサンゼルス五輪代表の増田明美に出会う。増田とは今も親しい交友関係が続いている、大学卒業後は産経新聞の記者となり、岡山総局勤務を経て大阪本社社会部の記者となった。社会部では、主に遊軍記者として活動し、阪神・淡路大震災や大阪五輪招致運動などについて長期連載記事を担当した。また、小児医療を取り上げた連載「失われた命」は、アップジョン医学記事賞を受賞した。
1999年6月に『Sports Graphic Number』に掲載された「武蔵野のローレライ」により、第7回文藝春秋Numberスポーツノンフィクション新人賞を受賞。
産経新聞大阪本社社会部では司法キャップも務めたが、2002年にフリーランスに転じた。
2003年の著書『拳の漂流 神様と呼ばれた男ベビー・ゴステロの生涯』（講談社）で、ミズノスポーツライター賞最優秀賞、大阪市咲くやこの花賞（文芸部門）を受賞した。
2007年には卓球界の巨星・荻村伊智朗の生涯を彼を支え続けた卓球場主の女性との交流を軸に描いた『ピンポンさん』(講談社)を上梓。2009年には『OGI』のタイトルで英訳され、2011年には角川書店から文庫化された。
児童書も執筆し、講談社から『にいちゃんのランドセル』『レジェンド～葛西紀明と下川ジャンプ少年団ものがたり』『義足でかがやく』『車いすはともだち』『がんばれピンポンガールズ～平野美宇と伊藤美誠』を出版している。
びわこ成蹊スポーツ大学では、スポーツメディア論などを担当し、障害者スポーツ史の研究などをおこなっている。
児童書『二位ちゃんのランドセル』は、レギュラーコメンテーターを務めた朝日放送ラジオ『堀江政生のほりナビ!!』を通じて出会った作曲家の松本俊明の手によって作詞作曲され、プロのミュージシャンや岩手県立不来方高等学校音楽部によって歌われている。

## おもな著書
- 拳の漂流 神様と呼ばれた男ベビー・ゴステロの生涯、講談社、2003年
- ピンポンさん 異端と自己研鑽のDNA 荻村伊智朗、講談社、2007年
  - 英語版『OGI: The Life of Ichiro Ogimura』：講談社、2009年
  - 文庫版：角川文庫、2011年
- 二位ちゃんのランドセル、講談社、2009年
- レジェンド 葛西紀明と下川ジャンプ少年団ものがたり、講談社、2014年
- 義足でかがやく、講談社　2016年
- 車いすはともだち、講談社　2017年
- がんばれピンポンガールズ　平野美宇と伊藤美誠、講談社、2018年